# Gare de North Toronto
La gare de North Toronto (anglais: North Toronto Station) est une gare ferroviaire fermée ontarienne à Toronto. Depuis 2003, elle sert de succursale de la Régie des alcools de l'Ontario .

## Histoire et patrimoine ferroviaire

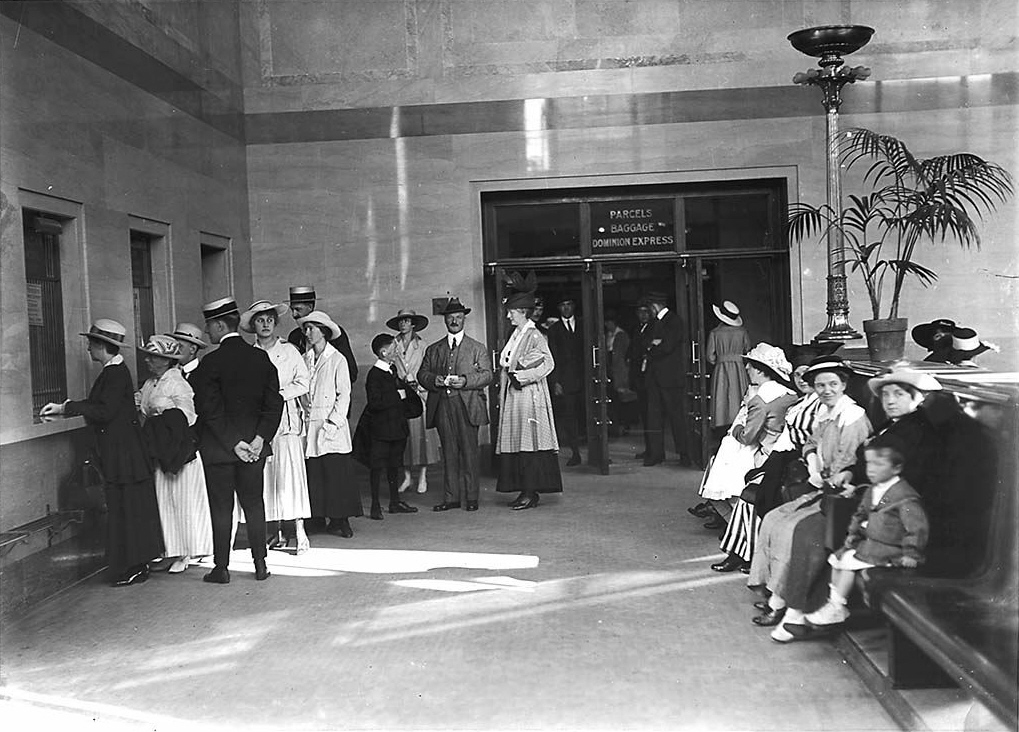
Passagers à l'intérieur de la gare, vers 1916.

Construite en 1916 par la P. Lyall & Sons Construction Company, la gare est un œuvre de la firme architecturale de Pearson and Darling. Elle est construite dans un Style Beaux-Arts en calcaire Tyndall beige du Manitoba pour servir les trains du Canadien Pacifique . Le coût de la construction était de 750 000$ . La gare ferme en 1930 en raison de l’ouverture de la Gare Union de Toronto en 1929.
La salle d’attente a des plafonds hauts de 13.4 m avec les luminaires originaux qui ont été construits pour reproduire les roues des trains. Les tiroirs des guichets de billets d'origine sont intacts parmi les bouteilles de vin .

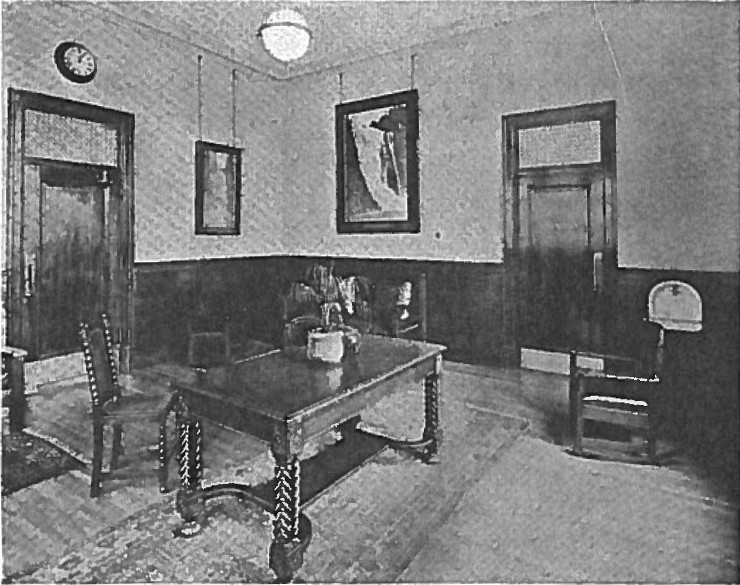
Salle d'attente des femmes.

La gare avait des auvents menant vers et au-dessus des plates-formes offrent un chemin couvert vers les trains. Les côtés sud et ouest de la gare avaient des auvents métalliques s'étendant sur les trottoirs. L'intérieur de la gare avait deux salles d'attente (l'un, général, l'autre, pour les femmes) et un hall menant vers le salles d'attente.

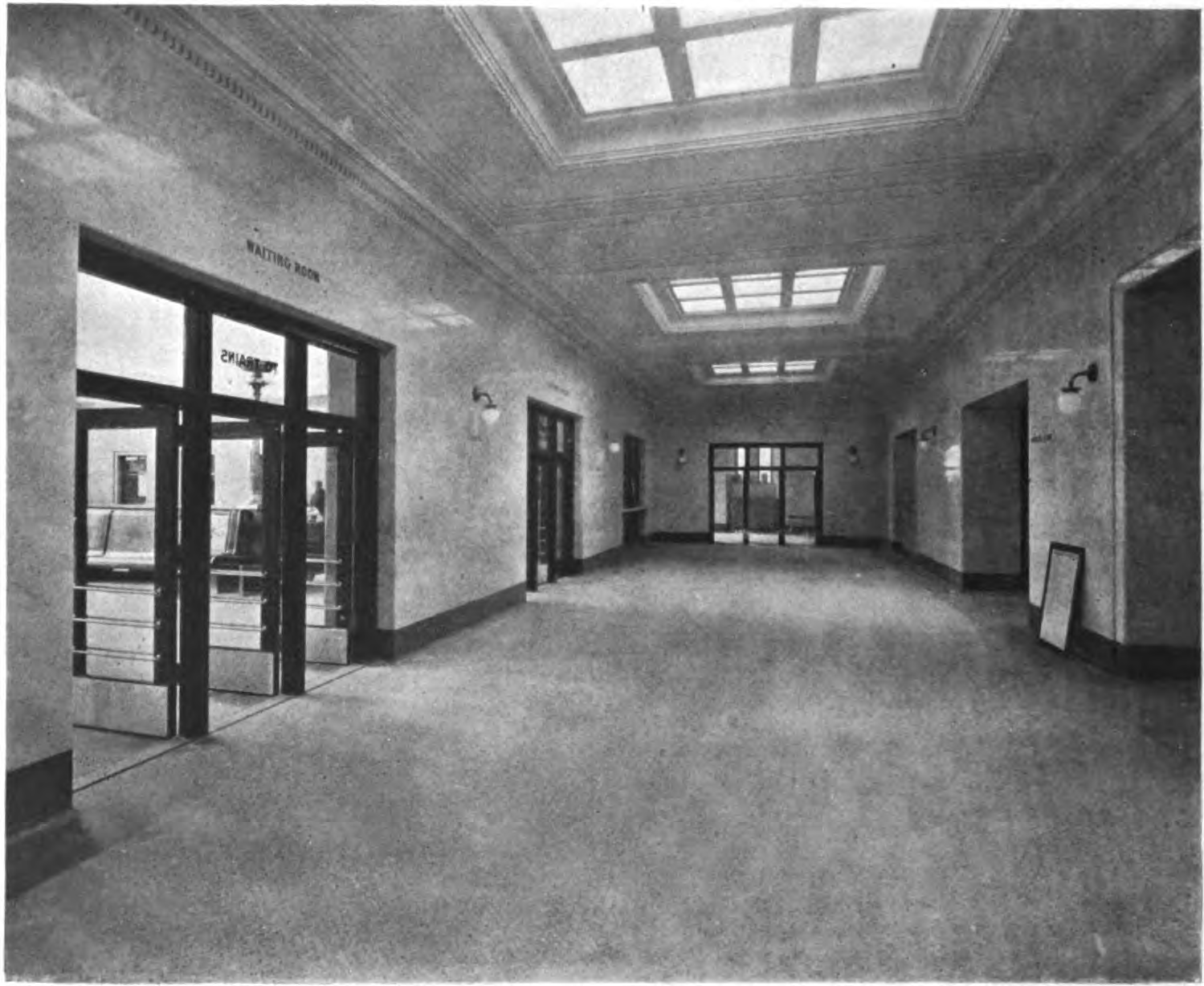
Hall de la gare, salle d'attente à gauche.

Une tour horloge se trouve à la gare; haute de 42.6m, elle est construite en calcaire comme la gare ; la tour est inspirée du Campanile de Saint-Marc à Venise .
Bien que la gare a été fermée depuis 1930, le Canadien Pacifique l'utilisait parfois pour des expositions d'équipements et d'autres événements spéciaux. Du 14-19 octobre 1949 par exemple, la gare avait un "Train of Tomorrow Streamliner" (Train de demain aérodynamique) de General Motors en exposition, avec des wagons Pullman-Standard .
La gare est protégée par la partie IV de la Loi sur le patrimoine de l'Ontario depuis le 13 octobre 1976. La gare était une Gare ferroviaire patrimoniale du Canada, mais elle fut rayée de cette liste car elle n’est plus la propriété d’un chemin de fer. La ville de Toronto reconnait aussi sa valeur patrimoniale comme partie du district de conservation du patrimoine de South Rosedale ,.
Le 9 septembre 1915, une capsule temporelle a été enterré dans la pierre angulaire de 1,7 tonne fixé par le maire de Toronto de l’époque, Tommy Church. La capsule a été trouvée et ouverte 100 ans plus tard en septembre 2015. Elle contenait environ 50 articles, dont 10 plans architecturaux, une carte de Toronto, six journaux du 9 septembre 1915, des pièces de monnaie, et un guide municipal de ville de Toronto de 1915. Les articles ont été trouvés dans un état exceptionnel, seulement des pages jaunissantes sur les journaux et du ternissement sur les pièces de monnaie. Une nouvelle capsule a été enterrée dans l'espace occupée par l'ancienne capsule. La nouvelle comprenait des journaux du 9 septembre 2015, une copie du numéro de septembre du magazine Toronto Life et l'édition actuelle de la LCBO Food and Drink Guide. Aussi enterrés sont un BlackBerry et un iPhone, une carte moderne de Toronto et quelques bouteilles d'alcool (en hommage à l'utilisation actuelle de l'édifice comme succursale de la LCBO) .